# Gelophaula aenea
Gelophaula aenea är en fjärilsart som beskrevs av Butler 1877. Gelophaula aenea ingår i släktet Gelophaula och familjen vecklare. Inga underarter finns listade i Catalogue of Life.